# 利姆尼齊亞河

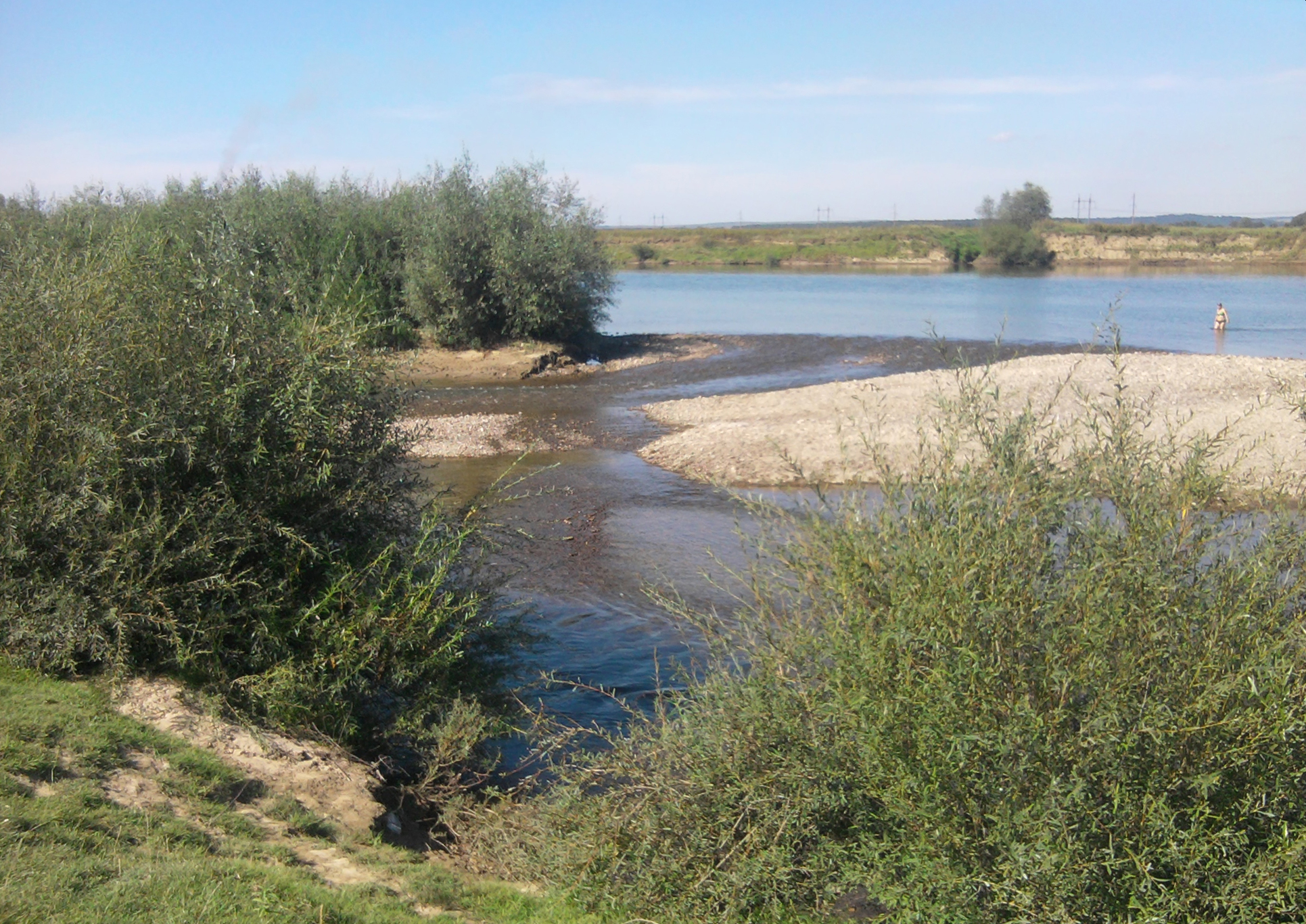

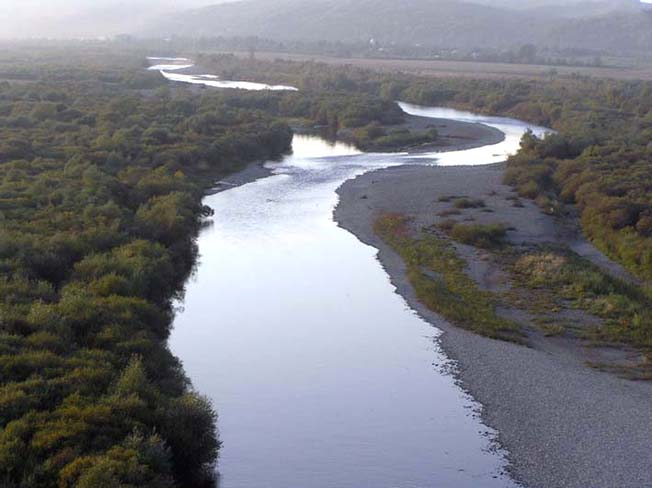

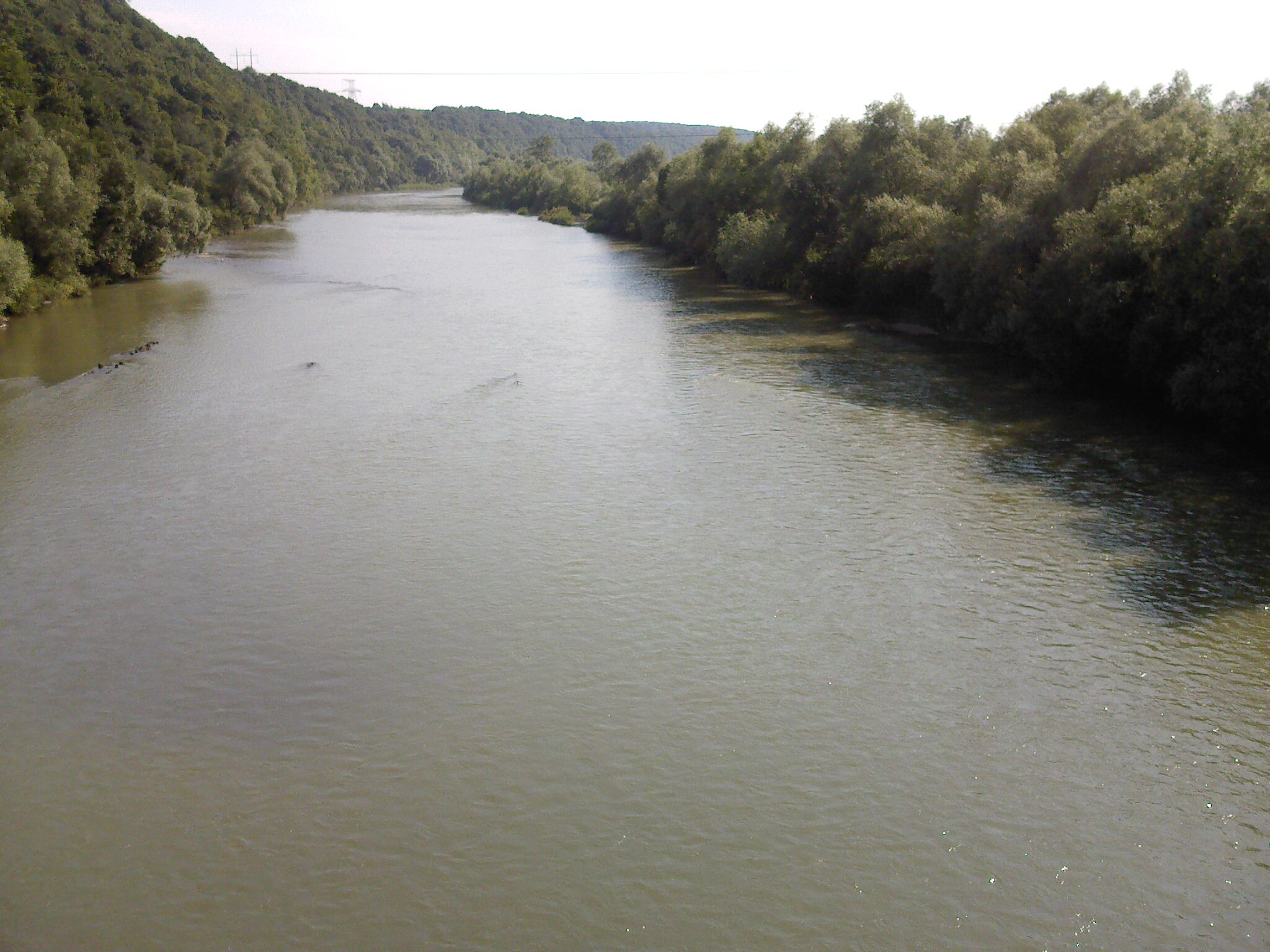

利姆尼齊亞河（烏克蘭語：Лімниця），是烏克蘭的河流，位於該國西部伊萬諾-弗蘭科夫斯克州，屬於德涅斯特河的右支流，河道全長122公里，流域面積1,580平方公里，河水來自融雪和雨水。